# Арлен, Майкл
Майкл Арлен (англ. Michael Arlen, арм. Մայքլ Արլեն; 16 ноября 1895, Русе, Болгария — 23 июня 1956, Нью-Йорк, США) — английский писатель армянского происхождения, настоящее имя и фамилия которого Тигран Гуюмджян (англ. Dikran Kouyoumdjian, арм. Տիգրան Գույումճյան).

## Биография

### Детство и юность
Майкл Арлен родился 16 ноября 1895 года в армянской торговой семье из болгарского города Русе. Он был самым младшим ребенком в семье, где помимо него было ещё четверо детей (мальчики: Тагавор, Крикор, Рубен и девочка Ахавни). В 1897 году, спасаясь от преследования армян в Османской империи, Куюмджяны переехали в город Пловдив, в котором глава семейства Саркис Куюмджян основал торговую компанию. В начале 1901 года Саркис, понимая, что Болгария может быть втянута в войну, принял решение перевезти семью в прибрежный английский город Саутпорт, расположенный в графстве Ланкашир.
В Англии Тигран с отличием окончил колледж Малверн. Несмотря на желание родителей об учёбе сына в Оксфорде он поступил на медицинский факультет Эдинбургского университета. Спустя несколько месяцев, поняв, что совершил ошибку, Тигран покинул Эдинбург и с надеждой стать писателем направился в Лондон. Именно тогда он познакомился с будущими знаменитыми собратьями по перу — Олдосом Хаксли, Дэвидом Гербертом Лоуренсом, Джорджем Муром.
В 1914 году спустя год после его переезда в Лондон началась Первая мировая война. Положение Тиграна, который оставался подданным примкнувшей к Центральным державам Болгарии, осложнилось. К нему стали относиться настороженно и недоверчиво, в результате чего он не мог получить британское гражданство, не изменив свою фамилию.

### Творческая деятельность

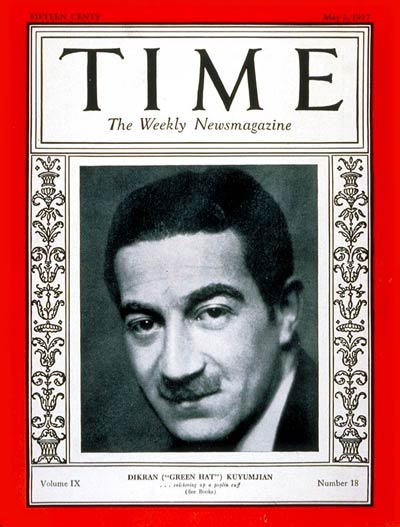
Обложка Time 1927 года с участием Майкла Арлена

Литературная карьера Тиграна Куюмджяна началась в 1916 году. Именно с этого года под именем, данным при рождении, он начал писать свои первые произведения. Сначала Тигран печатался в Лондоне в армянском периодическом издании «Арарат», после чего его работы стали публиковаться в британском еженедельнике «Новый век». Для этих двух журналов Тигран писал эссе, рецензии на книги, рассказы, и даже один короткий сценарий.
Работая в этих изданиях, Тигран создал ряд произведений под общим названием «Лондонские записки», а в 1920 году малым тиражом вышел сборник его работ, подписанных им псевдонимом Майкл Арлен. С этого момента Тигран начал подписываться как Майкл Арлен. В 1922 году он получил британское гражданство и уже юридически изменил свои имя и фамилию Тигран Куюмджян на Майкл Арлен.
В начале двадцатых годов Арлен написал роман «Зелёная шляпа», после издания которого в 1924 году он получил всемирную известность (русский перевод опубликован в 1926 году). Через 4 года роман был экранизирован в Голливуде, главные роли исполнили звёздный первой величины Грета Гарбо и Джон Гильберт. С тех пор ни одно его литературное произведение не смогло повторить успех «Зелёной шляпы». Арлена всячески привечал Дэвид Лоуренс, чтил Скотт Фицджеральд и недолюбливал Эрнест Хемингуэй, потому что в одном своем рассказе тот иронически вывел ещё безвестного Хемингуэя под настоящим именем.

### Общественная деятельность
В 1928 году Майкл Арлен женился на графине Аталанте Меркати и переехал на постоянное место жительства в Канны (Франция). Здесь в 1930 и 1933 годах у них родились сын Майкл и дочь Венеция.
В 1939 году, с началом Второй мировой войны, желая внести свой вклад в дело защиты Великобритании, Арлен вернулся в Англию, а его жена Аталанта вступила в «Красный крест». В этом же году он написал свою последнюю книгу «Летучий голландец», в которой критиковался третий рейх и его политика.
В 1940 году Арлен был назначен на должность начальника связи с общественностью при комитете гражданской обороны. Однако спустя год ввиду того, что в Палате общин его лояльность Великобритании была поставлена под сомнение, Майкл был вынужден покинуть занимаемый пост и перебраться в Америку. В США Арлен поселился в Нью-Йорке, где 23 июня 1956 года умер от рака.
Майкл Арлен оставил после себя множество книг и пьес, по его сценариям было снято около тридцати фильмов, несколько из которых удостоились кинопремии «Оскар».

## Публикации

### Романы
- The London Venture (1920)
- Piracy (1922)
- The Green Hat (1924)
- Young Men in Love (1927)
- Lily Christine (1929)
- Men Dislike Women (1931)
- Man’s Mortality (1933)
- Hell! Said the Duchess (1934)
- The Flying Dutchman (1939)

### Рассказы
- The Romantic Lady (1921)
- These Charming People (1923)
- May Fair (1925)
- In Which Are Told the Last Adventures of These Charming People (1925)
- Ghost Stories (1927)
- Babes in the Wood (1930)
- The Crooked Coronet (1937)
- The Ancient Sin and Other Stories (1930)
- The Short Stories of Michael Arlen (1933)